# Рональд Ернандес
Рональд Хосе Ернандес Піментель (ісп. Ronald José Hernández Pimentel; нар. 4 жовтня 1997, Баринас, Венесуела) — венесуельський футболіст, фланговий захисник клубу МЛС «Атланта Юнайтед» та національної збірної Венесуели.

## Клубна кар'єра
Рональд Ернандес починав грати у футбол у клубі «Самора» зі свого рідного міста Баринас. 12 липня 2016 року футболіст зіграв свій перший матч на професійному рівні. Разом з клубом Ернандес двічі вигравав чемпіонат Венесуели. У березні 2017 року він дебютував у турнірі Кубку Лібертадорес.
А у серпні 2017 року Ернандес перебрався до Європи, де підписав контракт на 4,5 роки з норвезьким клубом «Стабек».
Та вже у січні 2020 року футболіст перейшов до шотландського «Абердина». Але заграти у Шотландії у Рональда не склалося, у основі «Абердина» він провів лише шість поєдинків і вже на початку 2021 року захисник відправився в оренду в МЛС у клуб «Атланта Юнайтед», де він провів весь сезон 2021 року. У січня 2022 року керівництво клубу дало згоду на підписання з венесуельським футболістом повноцінного контракту до кінця 2024 року.

## Збірна
У 2017 році Рональд Ернандес у складі збірної Венесуели (U-20) брав участь у молодіжному чемпіонаті Південної Америки, де зіграв у всіх матчах своєї команди і допоміг збірній Венесуели вибороти право на участь у молодіжному чемпіонаті світу у Кореї.
10 жовтня 2017 року у матчі відбору до чемпіонату світу 2018 року проти команди Парагваю Рональд Ернандес дебютував у національній збірній Венесуели. Також був внесений в заявку збірної на участь у Кубку Америки 2021 року у Бразилії.

## Досягнення
Самора
 Чемпіон Венесуели (2): 2015, 2016
Венесуела
- Срібний призер Ігор Центральної Америки та Карибського басейну: 2018